# Oberleutnant

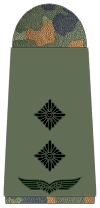
Oberleutnant (Luftwaffe, Feldausführung)

Oberleutnant es un rango del oficial subalterno en los ejércitos de Alemania, República Checa, Eslovaquia, Eslovenia, Croacia, Suiza y Austria. En el Ejército Alemán data de principios del siglo XIX. Es traducido como "lugarteniente", y el rango se otorga normalmente a los oficiales comisionados después de cinco a seis años de servicio activo.
Oberleutnant es utilizado tanto por el Ejército Alemán como por la Fuerza Aérea Alemana. En el sistema de comparación de militar de la OTAN, un Oberleutnant alemán es el equivalente a un primer teniente del Ejército o de las Fuerzas Aéreas de las naciones aliadas.
Otros usos
El rango naval equivalente es el Oberleutnant zur See. 
En la Alemania Nazi, en las SS, SA y Waffen-SS, el rango de Obersturmführer era considerado equivalente a un Oberleutnant en el Ejército Alemán.